# Không phát hiện = Không lây truyền
Không phát hiện = Không lây truyền (K=K, tiếng Anh: Undetectable = Untransmittable, U=U) là một thông điệp trong các chiến dịch kiểm soát HIV/AIDS trên thế giới. Cơ sở của chiến dịch dựa trên lượng lớn các bằng chứng lâm sàng vững chắc khẳng định khi không thể phát hiện HIV thì sẽ không lây truyền. Nếu người sống chung với HIV uống thuốc dùng ART hàng ngày, đạt được và duy trì tải lượng virus dưới ngưỡng phát hiện (dưới 200 copies/ml máu) thì không có nguy cơ lây truyền virus HIV sang bạn tình âm tính qua đường tình dục. ART là viết tắt của liệu pháp kháng retrovirus hay còn gọi là điều trị ARV (Anitiretroviral drugs).

## Lịch sử
Năm 2016, Chiến dịch Tiếp cận Phòng ngừa (Prevention Access Campaign) là một sáng kiến bình đẳng trong y tế với mục tiêu chấm dứt đại dịch HIV/AIDS cũng như sự kỳ thị liên quan đến HIV, đã phát động sáng kiến "U=U" (Undetectable = Untransmittable). Chiến dịch này đã được Trung tâm Kiểm soát và Phòng ngừa Dịch bệnh Hoa Kỳ (CDC Hoa Kỳ), Sở Y tế Thành phố New York, Bộ Y tế Bang New York (NYSDOH) và nhiều sở y tế, chuyên gia xác nhận. U=U khẳng định rằng những người giữ tải lượng virus của họ dưới mức phát hiện xét nghiệm (thường là RNA HIV <200 bản sao/mL) không truyền HIV qua quan hệ tình dục. Các nhà khoa học hàng đầu đã đánh giá cơ sở bằng chứng là "hợp lý về mặt khoa học".

## Cơ sở nghiên cứu
Ba nghiên cứu quan trọng - HPTN 052, PARTNER và Opposites Attract - đã theo dõi hàng ngàn cặp bạn tình ở nhiều quốc gia. Trong những nghiên cứu này đối tượng tham gia nghiên cứu là cặp bạn tình dị nhiễm: Một người có HIV dương tính và người kia HIV âm tính. Nghiên cứu đã báo cáo về nguy cơ lây truyền HIV cho bạn tình khi người có HIV dương tính đang điều trị ARV và đạt tải lượng virus dưới ngưỡng phát hiện.

### HPTN 052
Nghiên cứu HPTN 052 do Tiến sĩ Bác sĩ Myron S. Cohen ở đại học Bắc Carolina cùng các cộng sự của mình thực hiện.
Năm 2011, đội ngũ nghiên cứu sinh thuộc Mạng lưới thử nghiệm dự phòng HIV (HIV Prevention Trials Network) HPTN 052 Study Team đã so sánh  tính hiệu quả của việc bắt đầu điều trị ARV sớm với việc trì hoãn điều trị ở bạn tình nhiễm HIV trong số 1763 cặp bạn tình dị nhiễm với HIV (tức là một bên bị nhiễm HIV, HIV-1 dương tính và một bên không nhiễm, HIV-1 âm tính), trong đó 98% là người dị tính luyến ái.
Sau 5 năm theo dõi, tác dụng bảo vệ lâu dài của ART sớm để duy trì ức chế vi-rút và ngăn ngừa lây truyền HIV đã được xác nhận.
Tính đến ngày 21 tháng 2 năm 2011, nghiên cứu trên quan sát được 39 ca lây truyền HIV-1  (tỷ lệ mắc là 1,2/100 người-năm; khoảng tin cậy 95% [CI] 0,9-1,7). Trong số này, 28 trường hợp mắc mới có liên quan với bạn tình bị nhiễm bệnh (tỷ lệ mắc là 0,9/100 người-năm, khoảng tin cậy 95% [CI] 0,6-1,3). Trong số 28 trường hợp bị nhiễm này, chỉ có 1 trường hợp xảy ra ở nhóm điều trị ART sớm (Hazard ratio là 0,04 ; khoảng tin cậy 95% [CI] 0,01-0,27; P<0,001). Như vậy, việc bắt đầu sớm liệu pháp kháng retrovirus (ART) làm giảm tỷ lệ lây truyền HIV-1 qua đường tình dục và các biến cố lâm sàng, cho thấy cả lợi ích sức khỏe cá nhân và cộng đồng từ liệu pháp này.
Kết quả là nhóm điều trị ARV sớm giảm 96 % số ca lây truyền HIV so với những người trong nhóm trì hoãn, Nghiên cứu đã cung cấp bằng chứng đầu tiên về việc điều trị ARV là một biện pháp phòng ngừa.

### PARTNER
Năm 2016, nhóm nghiên cứu Partners PrEP Study Team đã thiết kế nghiên cứu thuần tập tiến cứu cho 4747 cặp bạn tình dị nhiễm với HIV ở Kenya và Uganda, mục đích là để xác định nguy cơ lây lan HIV và theo dõi tải lượng virus <80 HIV-1 RNA copies/mL. Trong số các bạn tình ban đầu không bị nhiễm bệnh, tỷ lệ mắc HIV trước khi điều trị ARV là 2,08 trên 100 người-năm (55 ca; 2644 người-năm), 1,79 trong 0-6 tháng sau khi bắt đầu điều trị ARV (3 ca; 168 người-năm) và 0,00 với >6 tháng điều trị ARV (0 ca; 167 người-năm). Nghiên cứu chỉ ra nguy cơ lây nhiễm HIV vẫn tồn tại trong 6 tháng đầu điều trị ARV.

### Opposites Attract
Nhóm nghiên cứu Opposites Attract Study Group sử dụng nghiên cứu thuần tập ở những cặp đôi nam đồng tính luyến ái tại Australia, Brazil và Thái Lan. Kết luận: điều trị HIV là một biện pháp phòng ngừa có hiệu quả ở nam giới có quan hệ tình dục đồng giới. Tăng cường xét nghiệm HIV và liên kết với điều trị ngay lập tức là một chiến lược quan trọng trong phòng chống HIV ở nam giới đồng tính luyến ái.